# Calotomus
Calotomus ist eine Gattung der Papageifische. Es gibt fünf Arten, die im Indischen Ozean, im Roten Meer sowie im westlichen, zentralen und östlichen Pazifik vorkommen.

## Merkmale
Calotomus-Arten haben einen mäßig hochrückigen Rumpf und einen abgerundeten Kopf. Die zu Zahnplatten verschmolzenen Zähne in Ober- und Unterkiefer werden zu einem großen Teil von den Lippen bedeckt. Auf der Prämaxillare haben die Fische vorne flache Zahnplatten mit zugespitzten Vorderkanten und dahinter eine Gruppe kleiner konischer Zähne, außerdem 1 bis 4 zurückgebogene seitliche Eckzähne und 1 bis 2 konische Zähne in der Mitte nahe der Symphyse. Der Unterkiefer ist mit abgerundeten Schneidezähnen besetzt, die in 3 bis 8 schuppenförmigen Reihen angeordnet sind. Hin und wieder sind auch dahinter liegende zusätzliche Reihen kleiner konischer Zähne vorhanden. Die vorderen Nasenöffnungen haben einen fleischigen Rand mit einer langen fleischiger Hautklappe, die sich bis zu den hinteren Nasenöffnungen oder darüber hinaus erstreckt. Die Kiemenhäute sind breit am Isthmus befestigt. Die Anzahl der Kiemenrechen liegt bei 8 bis 14. Die Nasenöffnungen sind sehr klein, aber ungleich groß. Die Brustflossen werden von 13 Flossenstrahlen gestützt. Die Stacheln der Rückenflosse sind in den meisten Fällen flexibel. Vor dem vordersten Rückenflossenstachel liegen 4 Schuppen, selten auch 3. Auf den Wangen befindet sich je eine Schuppenreihe.

## Lebensraum und Lebensweise
Calotomus-Arten leben in flachen oder tiefen Felsriffen in Tiefen von einem bis 180 Metern und in Seegraswiesen. Sie ernähren sich von Seegras, Makroalgen und dem damit verbundenen Aufwuchs.

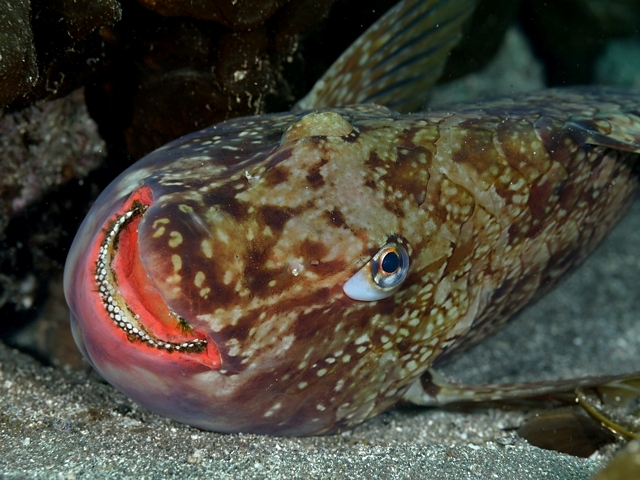
Calotomus japonicus

## Arten
Zur Gattung Calotomus gehören fünf Arten:
- Calotomus carolinus (Valenciennes in Cuvier & Valenciennes, 1840)
- Calotomus japonicus (Valenciennes in Cuvier & Valenciennes, 1840)
- Calotomus spinidens (Quoy & Gaimard, 1824)
- Calotomus viridescens (Rüppell, 1835)
- Calotomus zonarchus (Jenkins, 1903)